# Drahonín
Drahonín je obec v okrese Brno-venkov v Jihomoravském kraji. Rozkládá se v Hornosvratecké vrchovině, přibližně 13 kilometrů severozápadně od Tišnova. Žije zde 105 obyvatel.

## Historie
První písemná zmínka o obci pochází z roku 1208.
Severovýchodně od obce Drahonín fungoval v letech 1959–1989 uranový Důl Rudý říjen Olší.
K 1. lednu 2005 byla obec Drahonín společně s dalšími 23 obcemi převedena z okresu Žďár nad Sázavou (Kraj Vysočina) do okresu Brno-venkov (Jihomoravský kraj).

## Obyvatelstvo
| Rok            | 1869 | 1880 | 1890 | 1900 | 1910 | 1921 | 1930 | 1950 | 1961 | 1970 | 1980 | 1991 | 2001 | 2011 | 2021 |
| -------------- | ---- | ---- | ---- | ---- | ---- | ---- | ---- | ---- | ---- | ---- | ---- | ---- | ---- | ---- | ---- |
| Počet obyvatel | 311  | 309  | 305  | 279  | 264  | 276  | 275  | 200  | 181  | 170  | 142  | 130  | 119  | 119  | 121  |
| Počet domů     | 41   | 44   | 43   | 42   | 42   | 41   | 51   | 54   | 46   | 45   | 35   | 41   | 44   | 47   | 45   |

Vývoj počtu obyvatel

## Pamětihodnosti
- kaple Krista Krále z roku 1935
- zřícenina hradu Košíkov
- Šafránkova lovecká chata z roku 1939, architekt Bohuslav Fuchs
- přírodní památka Trenckova rokle

## Galerie

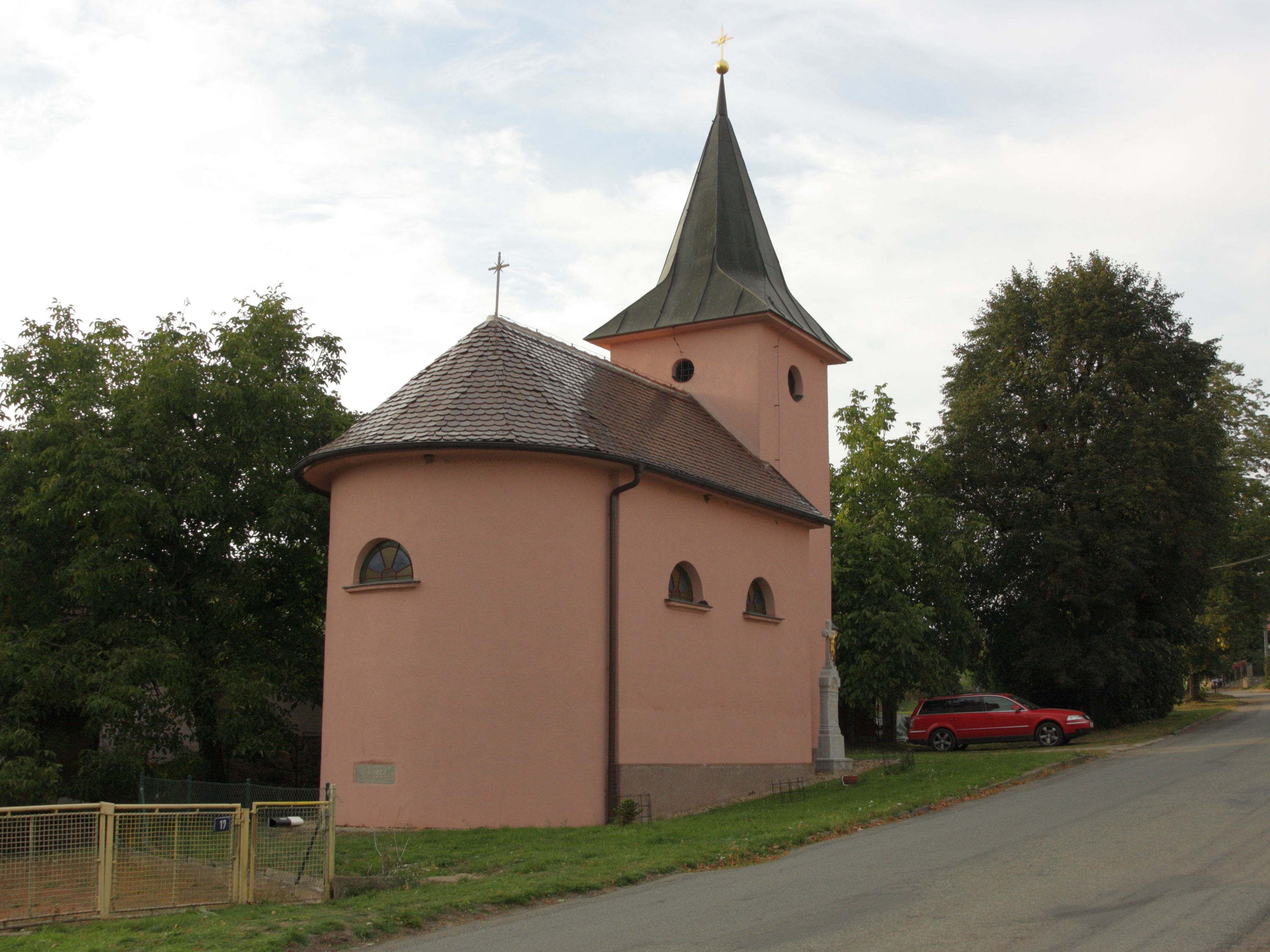
Kaple Krista Krále
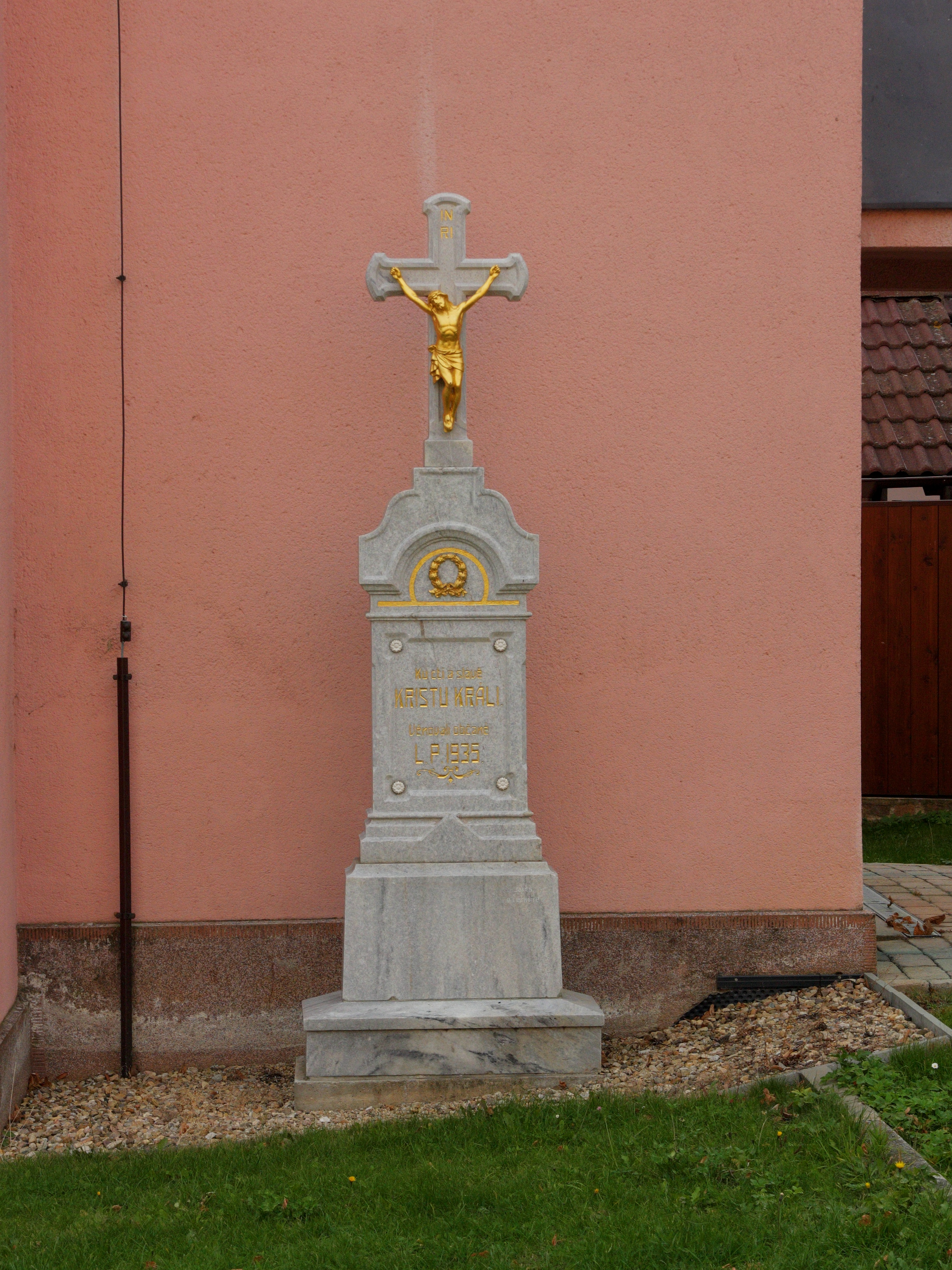
Kříž u kaple
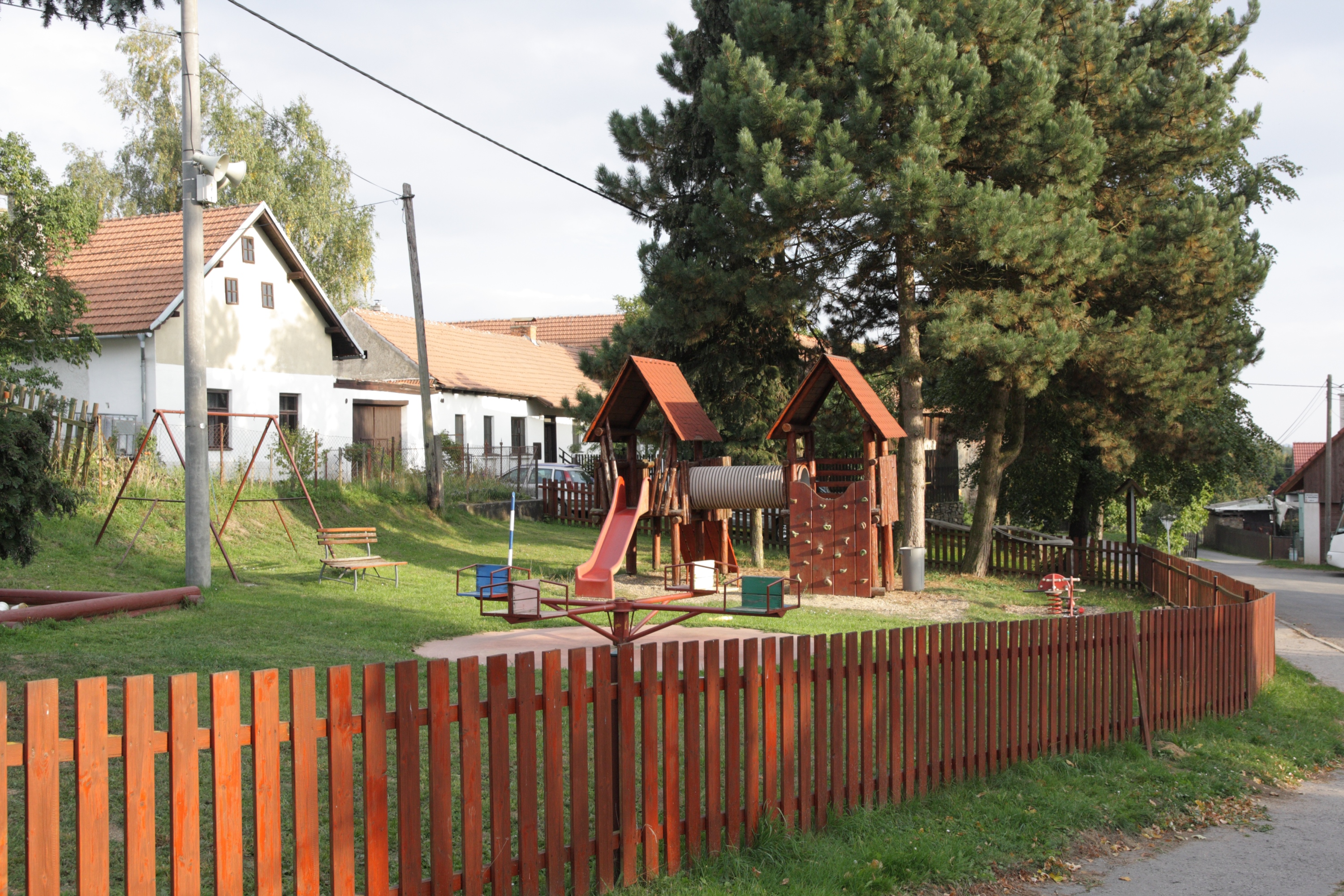
Dětské hřiště